# Serra del Magí
La Serra del Magí és una serra situada al municipi d'Artesa de Segre a la comarca de la Noguera, amb una elevació màxima de 622 metres.